# 毛棉杜鹃花
毛棉杜鹃花（学名：Rhododendron moulmainense）为杜鹃花科杜鹃花属下的一个种。

## 扩展阅读
- 維基物種上的相關：毛棉杜鹃花